# 殺伐
| ウィキペディアには「殺伐」という見出しの百科事典記事はありません（タイトルに「殺伐」を含むページの一覧/「殺伐」で始まるページの一覧）。 代わりにウィクショナリーのページ「殺伐」が役に立つかもしれません。 |